# Harry Bradshaw (piłkarz)
Harry Bradshaw, właśc. Thomas Henry Bradshaw (ur. 24 sierpnia 1873 w Liverpoolu, zm. 25 grudnia 1899 w Londynie) – angielski piłkarz występujący na pozycji napastnika.
W barwach Liverpoolu rozegrał 78 spotkań i zdobył 27 bramek w Division One. Zadebiutował w tych rozgrywkach 1 września 1894 w zremisowanym 1:1 meczu z Blackburn Rovers, w którym strzelił gola.
W reprezentacji Anglii wystąpił jeden raz, 20 lutego 1897 w wygranym 6:0 meczu British Home Championship z Irlandią.